# Doposia
Doposia is een geslacht van rechtvleugeligen uit de familie krekels (Gryllidae). De wetenschappelijke naam van dit geslacht is voor het eerst geldig gepubliceerd in 2009 door Otte & Perez-Gelabert.

## Soorten
Het geslacht Doposia omvat de volgende soorten:
- Doposia beliza Otte & Perez-Gelabert, 2009
- Doposia tobago Otte & Perez-Gelabert, 2009